# Philip Trendelenburg
Philip Andreas Trendelenburg, född 26 mars 1723 i Greifswald, död 22 april 1776 i Malmö, var en svensk präst.
Philip Trendelenburg var son till kamreraren Caspar Trendelenburg och Anna Lemmius. Han blev student 1739 och filosofie magister 1749 och kom samma år till Malmö som kompastor vid tyska kyrkan och blev kyrkoherde i Caroli församling där 1771, och var verksam där till sin död. I den sydsvenska herrnhutismens historia intar Trendelenburg en bemärkt plats. Han anslöt sig 1755 till den herrnhutiska krets, som sedan 1740 funnits i Malmö och som präglades av livlig verksamhetsiver. Framför allt sedan Trendelenburg blivit kyrkoherde fick han möjlighet att verka för den herrnhutiska fromheten. Trendelenburgs roll som ledare för herrnhutarkretsen betonas av det faktum, att denna upplöstes ganska snart efter hans död. Trendelenburg väckte stor uppmärksamhet 1771, då han i samband med en judisk rabbins dop gav uttryck åt en ganska trångsynt intolerans.